# Albaniens U/21-fodboldlandshold
Albaniens U/20-fodboldlandshold er Albaniens landshold for fodboldspillere, som er under 21 år. Landsholdet bliver administreret af Federata Shqiptare e Futbollit.